# استودیوهای والت دیزنی
استودیوهای والت دیزنی (انگلیسی: The Walt Disney Studios) یک استودیوی فیلم می‌باشد و یکی از چهار تجارت شرکت والت دیزنی است.